# SimMars
SimMars foi um projeto cancelado de um jogo de estratégia em tempo real (RTS), ou um RPG, da Maxis, projetado na mesma época que o popular jogo da Maxis, The Sims 1. Um trailer do jogo foi incluído no SimCity 3000 CD. A partir do trailer, a premissa do jogo parecia ser uma missão tripulada ao planeta Marte, seguido de um cenário de terraformação e colonização, típico estilo de jogo da Maxis sobre construção de mundos, que buscaria integrar três títulos anteriores da Maxis, possivelmente SimEarth, SimLife e SimCity.
Entretanto, Ward Moore, um artista e designer de jogos que passou pela Maxis, Electronic Arts e Namco, revelou que SimMars na verdade se tratava de um RPG. Segundo ele, o objectivo do jogo seria colonizar Marte utilizando tecnologia inspirada na NASA. O jogador teria de implementar com criatividade os recursos marcianos disponíveis a planear a vida neste planeta em ciclos de 6 meses, que era o tempo que as naves de mantimentos levavam da Terra até Marte.

## Trailer
Um jogo de arcade chamado SimMars está no The Sims: Vacation, onde é descrito da seguinte forma:
"A primeira missão da humanidade direto para o planeta vermelho! Lançar foguetes e implantar sondas robô! Implantar equipes de busca de recursos extra-terrestres! Estabelecer e executar uma rede de colônias especializadas para criar uma civilização auto-suficiente! Fornecer sua colônia com alimentos, abrigo e poder! Rápido, furioso, ação cheia de adrenalina!"

## Cancelamento
Em 12 de maio de 2000, a Maxis lançou a seguinte declaração: "SimMars está em modo de espera e não temos pessoal suficiente para realizá-lo, a Maxis atualmente está trabalhando no jogo sob o sucesso fenomenal de The Sims, nós então decidimos mover recursos para apoiar essa nova franquia, bem como outros títulos que ainda nem anunciamos ainda".

## SimMars Mod
A fama da Internet sobre o jogo SimMars se baseia nesse mod.
Por volta de 2006, uma pequena equipe de modders amadores começaram a trabalhar em um mod para o famoso construtor de cidades SimCity 4, chamado "SimMars". Inspirado pelo jogo original, o mod teve como objetivo substituir o conteúdo original do SimCity pela arquitetura marciana. O mod está atualmente em beta e aberto, e foi destaque na primeira página ModDB. O mod requer a expansão SimCity 4 Hora do Rush ou Deluxe Edition para executar.
Neste mod, todos os prédios, estruturas públicas, seja de serviço ou entretenimento, foram substituídas por adequados prédios marcianos, os carros foram trocados por outros com ar futurista, algumas novas funcionalidades foram adicionadas, assim como outras retiradas. Houve um acréscimo de compatibilidade com o tema, adicionando ao jogo espaçoportos, terreno semelhante ao marciano, tempestades de areia, ausência de rios e mares, setores hidropônicos ao invés de fazendas, prédios com arquitetura diferente e meios de transporte futuristas.